# 老茫崖
老茫崖，是中国青海省海西州茫崖市下辖的一个居民点。位于315国道1102公里处，花土沟镇东南87公里处，距冷湖镇190公里。距315国道与303省道分岔口不远，东去格尔木市359公里。茫崖北依清明山，南临茫崖湖沼泽地。

## 历史
茫崖，蒙古语读音“茫乃”，意即“额头”，指当地雅丹地貌远看就像一个个头发向后梳的人的前额。清雍正三年，正式定为青海蒙古左翼盟和硕特部西右中旗（俗称台吉乃尔旗）尕斯陶海（乡级）驻牧地。1946年国民政府决定修建青新公路，起自西宁，横穿柴达木盆地、越阿尔金山，至新疆若羌。1947年4月初青海省组建青新公路踏勘队，至8月中旬完成踏勘。选定路线经过茫崖。1946年11月从南疆公路（313国道）出岔至茫崖的青新公路北段决定由南疆公路工程处负责修建。
1956年青海油田展开柴达木大会战。1956年4月28日，青海石油管理局机关从西宁市迁茫崖，设茫崖工作委员会 （县级行政区），在茫崖形成了“万人帐篷城”，高峰时设3000多顶帐篷、18 000人居住在此。徐迟在1957年第1期的《诗刊》上发表了新诗《茫崖》。
1960年油田大部分人迁往冷湖油田，这里复归荒芜。1960年初，根据柴达木工委、柴达木人委关于迁移更名的通知，茫崖工委由老茫崖西迁88公里至油沙山。原来的茫崖被称呼为“老茫崖”，茫崖石棉矿和青海石油管理局在此设有运输食宿站。 